# Witold Papużyński
Witold Papużyński (ur. 20 września 1920 w Bałcie na Podolu, zm. 1 stycznia 2008 w Częstochowie) – polski specjalista w zakresie techniki wysokich napięć, docent doktor nauk technicznych.

## Życiorys
Syn Stefana (wykładowcy matematyki) i Aleksandry z domu Kiszkowskiej. W 1923 r. rodzina repatriowała się do Polski (do Zdołbunowa na Wołyniu), a następnie (w 1929 r.) przenosi się do Dubna. Wykształcenie podstawowe zdobył w domu, a od roku 1929, po zdaniu egzaminów wstępnych uczęszczał do gimnazjum w Zdołbunowie, następnie w Dubnie, gdzie zrobił maturę w 1938 r. W tym roku, po zdaniu egzaminów wstąpił na Uniwersytet Jana Kazimierza we Lwowie, gdzie studiował matematykę. W 1939 r., po zajęciu Lwowa przez wojska sowieckie podjął pracę jako robotnik niewykwalifikowany. W 1941 r. jako żołnierz AK został skierowany na kurs podchorążych. Po zmianie okupanta (zajęciu Lwowa przez wojska niemieckie) pracował w latach 1941–1943 w kopalni węgla brunatnego w Krzemieńcu na Wołyniu jako elektromonter, a następnie technik elektryk. Po zamknięciu kopalni w 1943 został wywieziony do Rosji i pracował w kopalni manganu w Margańcu koło Krzywego Rogu. Ewakuowany przez Niemców w związku ze zbliżającym się frontem, został skierowany do zakładów zbrojeniowych w Starachowicach. W 1945 r., podjął studia na Wydziale Elektrycznym Politechniki Śląskiej. W czasie studiów w 1949 r. rozpoczął pracę w Katedrze Wysokich Napięć Wydziału Elektrycznego współorganizując laboratoria wysokonapięciowe macierzystej uczelni. W 1964 r. uzyskał stopień doktora nauk technicznych. W 1968 r. w związku z organizacją laboratoriów wysokonapięciowych przeniósł się na Wydział Elektryczny Politechniki Częstochowskiej i został zatrudniony na stanowisku docenta. Na stanowisku tym pracował do 30 września 1990, kiedy to przeszedł na emeryturę. W latach 1973–1979 był dziekanem Wydziału Elektrycznego Politechniki Częstochowskiej. Ściśle współpracował z przemysłem, był doradcą ds. elektroenergetyki w wielu zakładach Częstochowskiego Okręgu Przemysłowego, współpracował również z Centralnym Instytutem Ochrony Pracy w Warszawie. Efektem tej współpracy było kilkanaście tomów opracowań, patenty, wdrożenia nowych rozwiązań sprzętu ochronnego i nowe normy. Łączna liczba publikacji, norm i opracowań przekracza 50. Za dorobek dydaktyczny należy uznać 100 prac dyplomowych powiązanych z techniką przemysłową. Był wybitnym specjalistą–praktykiem w zakresie technik wysokiego napięcia i twórcą laboratoriów wysokonapięciowych w Częstochowie (5 laboratoriów, 60 stanowisk badawczych i dydaktycznych).
W 1942 r. zawarł związek z nauczycielką Zofią z Klemczyńskich (zm. 1960), mieli syna Zbigniewa (ur. 1950).

## Nagrody i wyróżnienia
- Krzyż Kawalerski Orderu Odrodzenia Polski
- Złoty Krzyż Zasługi
- Srebrny Krzyż Zasługi (1955)[4]
- Medal Komisji Edukacji Narodowej
- Nagroda Ministra SzWiT, II i III stopnia
- Honorowa Odznaka Socjalistycznego Związku Studentów Polskich (SZSP)
- Złotą Odznaką XV-lecia Politechniki Śląskiej
- w 2004 r. Wydział Elektryczny Witold Papużyński uhonorował go statuetką „Elektry”

## Wybrane publikacje
- Witold Papużyński, Próby napięciowe transformatorów obniżonym napięciem probierczym, „Zeszyty Naukowe. Elektryka”, 1962, s. 113–119, ISSN 0072-4688 [dostęp 2018-03-11].
- Witold Papużyński, Zjawisko malenia intensywności procesów jonizacyjnych w czasie, „Zeszyty Naukowe. Elektryka”, 1964, s. 151–161, ISSN 0072-4688 [dostęp 2018-03-11].
- Witold Papużyński, Wpływ zjawisk jonizacyjnych w izolacji papierowo-olejowej kabli na dobór napięć probierczych, „Zeszyty Naukowe. Elektryka VII Seminarium maszyn, napędów i urządzeń elektrycznych, czerwiec 1966 r. : referaty i streszczenia”, 1966, s. 37–52, ISSN 0072-4688 [dostęp 2018-03-11].
- Witold Papużyński, Zastosowanie analizy tłumionych wyładowań oscylacyjnych do wyznaczania stratności dielektrycznej kondensatorów impulsowych, „Zeszyty Naukowe. Elektryka”, 1967, s. 91–100, ISSN 0072-4688 [dostęp 2018-03-11].
- Witold Papużyński, Metoda analityczno-graficznego wyznaczania strat w kondensatorach impulsowych, „Zeszyty Naukowe. Elektryka”, 1967, s. 75–89, ISSN 0072-4688 [dostęp 2018-03-11].
- Witold Papużyński, Ocena stanu izolacji kabli na podstawie pomiaru iloczynu RC, „Zeszyty Naukowe. Elektryka”, 1969, s. 127–145, ISSN 0072-4688 [dostęp 2018-03-11].